# ميخائيل أونيل (شاعر)
ميخائيل أونيل (بالإنجليزية: Michael O'Neill)‏ هو شاعر بريطاني، ولد في 1953.